# 니콜라스 카위퍼르

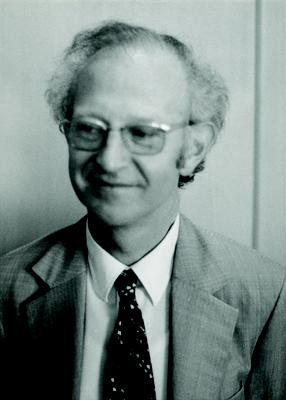
니콜라스 카위퍼르

니콜라스 헨드릭 니코 카위퍼르(Nicolaas Hendrik "Nico" Kuiper, 1920년 6월 28일, 로테르담 - 1994년 12월 12일, 위트레흐트)는 네덜란드의 수학자이다. 통계학에서의 카위퍼르 판정법과 위상수학에서의 카위퍼르의 정리 등을 연구하였다. 내시 묻기 정리(Nash embedding theorem)의 연구에 공헌하기도 했다.
카위퍼르는 1946년 레이던 대학교에서 빌럼 판 데르 바우더(Willem van der Woude)의 지도 하에 미분기하학으로 박사 학위를 취득하였다. 1971년부터 1985년까지는 IHÉS의 연구소장으로 재직하였다.